# Сланцюватість

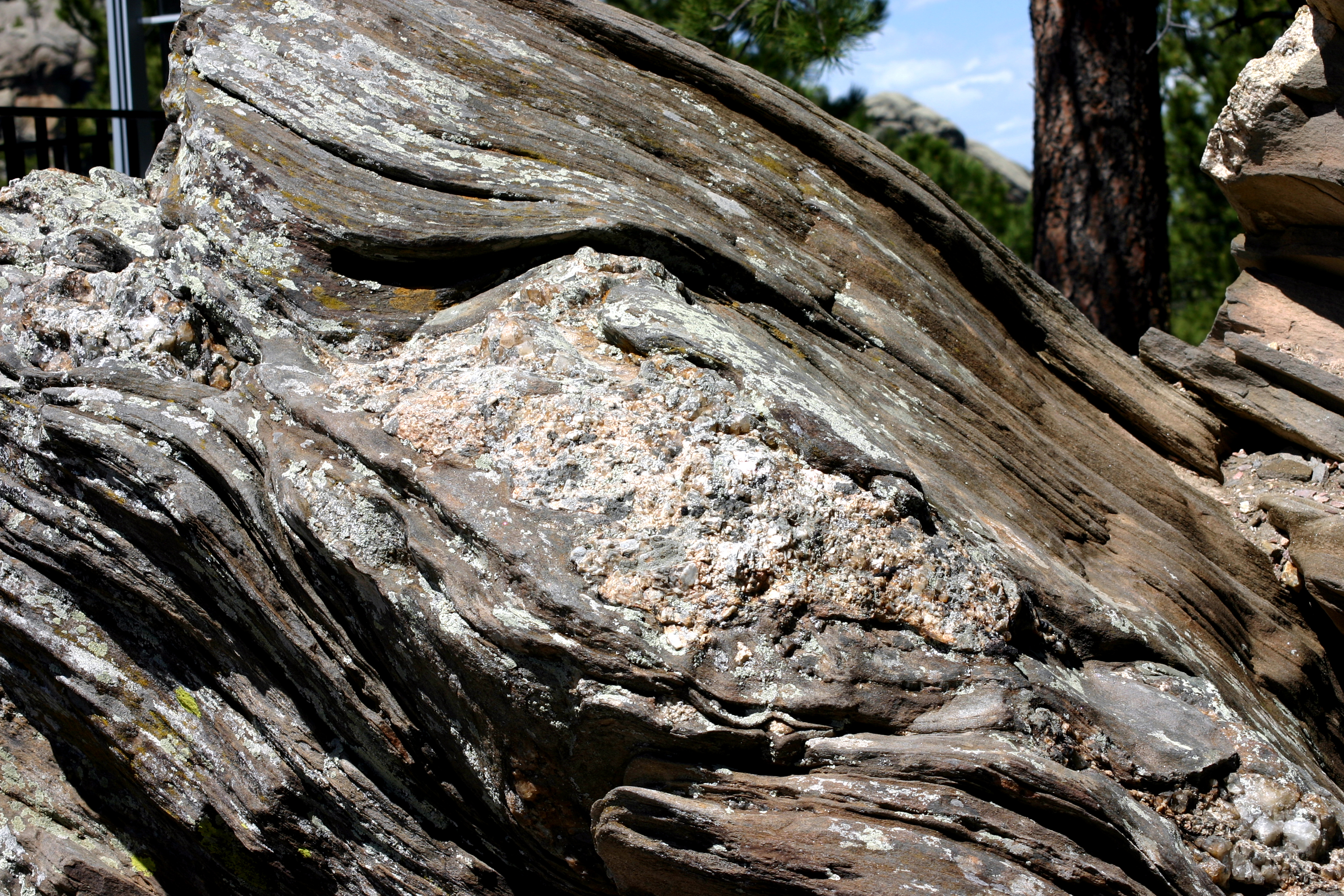
Сланцюватість порід.

Сланцюватість або лупкуватість (рос. сланцеватость, англ. schistosity, slatiness, cleavage, fissility, foliation; нім. Schieferung) – здатність гірських порід відносно легко розколюватися при ударі паралельно певної площини. С. відрізняється від кліважу тим, що при С. кристали сплющуються в площині, перпендикулярній осі стиснення, порода набуває плоскопаралельно орієнтованої внутрішньої структури. С. зумовлена динамометаморфізмом, при якому пластинчаті і стовпчасті зерна мінералів (напр., слюда і хлорити) набувають внаслідок перекристалізації або повороту однакової орієнтації. С. звичайно виникає при складчастості гірських порід (г.ч. глинистих).